# Félix Pons Marqués
Félix Pons Marqués (Palma de Mallorca, 16 de febrero de 1910-23 de febrero de 1970) fue un abogado y hombre de la política. Participó en la oposición democrática al franquismo, a través del partido Izquierda Democrática Cristiana, posteriormente solo Izquierda Democrática.

## Biografía
Licenciado en Derecho, por la Universidad de Barcelona en 1931. Fue decano del Colegio de Abogados de Baleares, de 1956 a 1961. Casado con María Josefa Irazazábal Hevia, sobrina nieta de Antonio Maura. Tuvo seis hijos: Félix Pons, Luis, María, José María Pons Irazazábal, Gabriel y Concha. Era nieto del poeta Josep Lluis Pons i Gallarza, promotor de los Juegos Florales.
Tuvo una destacada actividad profesional y social. Así, fue vicepresidente del Círculo Mallorquín, consejero de la Compañía de tranvías eléctricos de Palma, vicepresidente del Club Náutico, consejero del Banco de España en Palma. Fue asesor jurídico y posteriormente vicepresidente y presidente del Banco de Crédito Balear hasta el día de su fallecimiento. Participó decisivamente en la operación de salvamento del banco en los años 1930. Fue también presidente del RCD Mallorca entre 1946 y 1948 en un periodo muy complicado para el club. Sustituyó a Luis Sitjar en la presidencia. Presidió la comisión económica de la diócesis de Mallorca y formó parte de la Comisión de Patrimonio.
Fue un especialista en el derecho foral de Baleares. Eso le llevó a participar en el Congreso de Derecho Civil de Zaragoza en 1946. Junto con Luis Pascual fue el compilador del derecho foral. En 1961 fue nombrado Magistrado Suplente de la Audiencia Provincial de Baleares.
En los años 50 inicia su actividad política clandestina y en 1957 se integra en Izquierda Democrática Cristiana que presidía Manuel Giménez Fernández. En 1958 es el autor del manifiesto por "La unión Democrática y la reconciliación". Con este propósito se reúne en Bayona en 1959, en su calidad recién estrenada de Vicepresidente del partido, con la delegación del PSOE presidida por su secretario general, Rodolfo Llopis y con Pascual Tomás, secretario general de UGT. A partir de ese momento Félix Pons fue el interlocutor de confianza de Llopis.
En 1961, intenta organizar en Mallorca, juntamente con el Movimiento Europeo, una reunión para hablar de las condiciones para el ingreso de España en la Comunidad Económica Europea. En principio, el gobierno civil autoriza la celebración y se invita a aquellos que en 1962 estarían en el llamado "contubernio de Múnich". Sin embargo, una semana antes del inicio, asustado probablemente por el cariz de la reunión, el Ministerio de la Gobernación prohíbe la actividad.
En 1962, como vicepresidente de IDC , participó en el llamado Contubernio de Múnich, junto con otros 79 españoles que vivían en España y 36 en el exilio. El 24 de mayo escribe a Robert Van Schendel, secretario general del Movimiento Europeo, aceptando la invitación para participar en un debate sobre el problema de integración de España en las Comunidades Europeas. En la reunión de Múnich participa activamente y se inventa una fórmula original (que funcionó) para evitar el espinoso debate sobre Monarquía o República. Al volver de Alemania, fue detenido, trasladado a Madrid y confinado en Lanzarote, entre el 14 de junio y el 8 de diciembre. Posteriormente continuó con su actividad política clandestina aunque la severidad del castigo recibido hizo mella en su ánimo. 